# The Raindrops
The Raindrops was een Amerikaans popduo, geformeerd door de songwriters  Ellie Greenwich en Jeff Barry. Het duo bestond van 1963 tot 1965.

## Geschiedenis
Ellie Greenwich en Jeff Barry leerden elkaar al kennen tijdens hun kleutertijd via hun verwante ouders. Beiden ontdekten al vroeg hun belangstelling voor muziek. Barry schreef al op achtjarige leeftijd zijn eerste liedje, terwijl Greenwich begon te schrijven tijdens haar middelbareschooltijd. In 1959 werd Barry professionele songwriter bij de New Yorkse muziekuitgeverij E.B. Marks Publishers. Daar schreef hij zijn eerste succesnummer Tell Laura I Love Her. Hij en Greenwich ontmoetten elkaar weer, nadat ze eerder afzonderlijke wegen waren gegaan, tijdens een Thanksgiving-feest en ondanks dat Barry was getrouwd, begonnen ze een relatie. Nadat eind 1960 Barry's huwelijk was ontbonden, maakten ze hun relatie openbaar en begonnen ze in hun beroep samen te werken. Uiteindelijk trouwden beiden op 28 oktober 1963.
Reeds voor hun huwelijk brachten ze als The Raindrops hun eerste gezamenlijke plaat uit, die in maart 1963 werd uitgebracht bij Jubilee Records. Als A-kant verscheen het door beiden geschreven nummer What a Guy, dat zich een maand later plaatste in de Billboard Hot 100 (#41). Daarnaast plaatste de song zich ook in de r&b-hitlijst (#25). De beste Hot 100-klassering bereikten The Raindrops met het nummer The Kind of Boy You Can't Forget (#17). Ook deze song was net als de komende opnamen samen geschreven door Greenwich en Barry. Tot 1965 konden The Raindrops zich in totaal vijf keer plaatsen in de Hot 100 en het beste r&b-succes hadden ze met de song Book of Love (#13). In november 1963 bracht Jubilee Records een album uit met The Raindrops, waarop ze onder meer ook het zelf geschreven nummer Da Doo Ron Ron zongen, dat enkele maanden eerder met The Crystals een miljoenenseller geworden was.
Naast hun plaatproducties hadden beiden verdere successen als songwriter. In 1963 schreven ze het nummer Do Wah Diddy Diddy, dat in de versie van de Britse band Manfred Mann een wereldhit werd. Ook hun song Leader of the Pack, die ze hadden geschreven voor The Shangri-Las, werd in de Verenigde Staten een nummer 1-hit.
In 1965 lieten Greenwich en Barry hun huwelijk ontbinden en beëindigden gelijktijdig hun platencarrière met de vijfde single. Desondanks bleven ze samen songs schrijven, zij het in een niet zo intensieve samenwerking als eerder. Voor de Shangri-Las schreven ze verdere Hot 100-hits, evenals voor The Drifters. Later vormden ze met Phil Spector een auteursteam, dat onder andere de top 10-hits Baby I Love You van Andy Kim en Take Me Home Tonight van Eddie Money schreef. In 1991 bracht de opname in de Songwriters Hall of Fame Greenwich en Barry nog een keer publiekelijk samen.

## Discografie

### Singles
- 1963: What a Guy / It's So Wonderful
- 1963: The Kind of Boy You Can't Forget / Even Though You Can't Dance
- 1963: That Boy John / Hanky Panky
- 1964: Book of Love / I Won't Cry
- 1964: Let's Go Together / You Got What I Like
- 1964: One More Tear / Another Boy Like Mine
- 1965: Don't Let Go / My Mama Don't Like Him

### Albums
- 1963: The Raindrops (Jubilee Records)